# Coleophora alnifoliae
Coleophora alnifoliae é uma espécie de mariposa do gênero Coleophora pertencente à família Coleophoridae.